# ألكساندرا بوتر
ألكساندرا بوتر (بالإنجليزية: Alexandra Potter) (1970، برادفورد في المملكة المتحدة)؛ صحفية، كاتِبة وروائية بريطانية. درست في جامعة ليفربول.